# Sepia dannevigi
Sepia dannevigi är en bläckfiskart som beskrevs av Berry 1918. Sepia dannevigi ingår i släktet Sepia och familjen Sepiidae. Inga underarter finns listade i Catalogue of Life.